# Derospidea ornata
Derospidea ornata es una especie de insecto coleóptero de la familia Chrysomelidae. Fue descrita en 1905 por Schaeffer.
Mide 8 mm. Se encuentra en el sur de Texas hasta México. Los adultos se encuentran con frecuencia en  Zanthoxylum fagara (Rutaceae).